# Frank Knox

Frank Knox

William Franklin „Frank“ Knox (* 1. Januar 1874 in Boston, Massachusetts; † 28. April 1944 in Washington, D.C.) war ein US-amerikanischer Politiker der Republikaner und Zeitungsverleger; er war während eines Großteils des Zweiten Weltkrieges von 1940 bis zu seinem Tod Marineminister der Vereinigten Staaten. Knox kandidierte bei den Wahlen 1936 erfolglos als Republikaner für das Amt des Vizepräsidenten. Dabei unterlag er mit Präsidentschaftskandidat Alf Landon dem demokratischen Amtsinhaber Franklin D. Roosevelt, unter dem Knox später dann als Marineminister diente.

## Lebenslauf

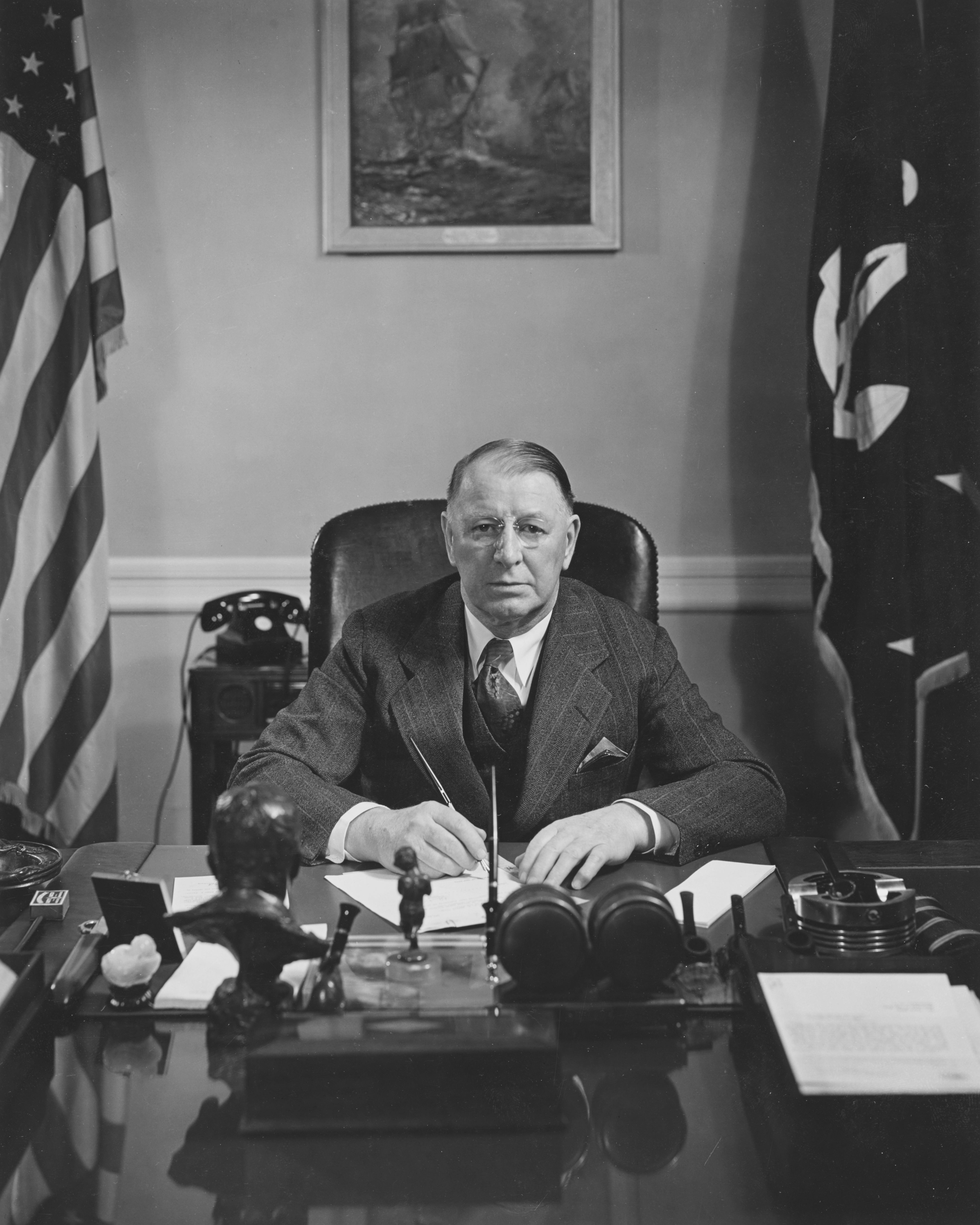
Marineminister Knox an seinem Schreibtisch im Jahr 1943

Frank Knox wurde am Neujahrstag 1874 in Boston geboren; seine Familie zog sieben Jahre später nach Grand Rapids, Michigan. Er verließ die High School vor dem Abschluss, um als Vertreter zu arbeiten. Als er aber infolge der als Panic of 1893 bekannten Wirtschaftskrise seinen Arbeitsplatz verlor, ging er ans Alma College. Den Besuch finanzierte er sich durch Hilfsarbeiten als Hausmeister an der Schule. Bei Ausbruch des Spanisch-Amerikanischen Krieges 1898 meldete er sich freiwillig und kämpfte bei Theodore Roosevelts „Rough Riders“ in Kuba. Wie viele Rough-Riders unterstützte er als sogenannter Bull Moose Republican gegen den Mehrheitswillen der Republikaner Roosevelts dritte Kandidatur um die US-Präsidentschaft 1912 als Drittem Kandidaten. Nach seiner Soldatenzeit bis zum Eintritt der Vereinigten Staaten in den Ersten Weltkrieg gab er verschiedene Zeitungen zuerst in Michigan, ab 1912 dann in Massachusetts heraus. Mit dem Beginn des Krieges in Europa setzte Knox sich für einen Kriegseintritt der USA auf Seiten der Entente ein. Knox diente dann als Artillerieoffizier bei den US-Expeditionsstreitkräften in Frankreich und wurde als Colonel entlassen.
Nach 1918 arbeitete er für das Zeitungsimperium William Randolph Hearsts, 1927 leitete er als Generalvertreter alle 27 Tageszeitungen des Konzerns. 1930 verließ er den Hearst-Konzern und erwarb Anteile der The Chicago Daily News, deren Herausgeber und Verleger er wurde und bis zu seinem Tod blieb. Auch als Herausgeber dieser Zeitung war er ein Gegner des herrschenden Isolationismus, sondern forderte, dass die Vereinigten Staaten sich auf einen drohenden Krieg vorzubereiten hätten.
Für die US-Präsidentschaftswahl 1936 bewarb sich Knox als Präsidentschaftskandidat der Republikaner. Als sich auf dem Nominierungsparteitag abzeichnete, dass Alf Landon nahezu sicher gewinnen würde, zog sich Knox – wohl auch, um eine Spaltung der Partei zu verhindern – zurück. Der siegreiche Konkurrent bot ihn am nächsten Tag den Posten des Running mate, mithin die Kandidatur als Vizepräsident an. Der Wahlkampf wurde äußerst scharf gegen Roosevelts „New-Deal“-Politik geführt, jedoch verloren Landon/Knox die Wahl erdrutschartig mit 35:60 Prozent der Stimmen. Als sich Ende der 1930er Jahre mit dem Anschluss Österreichs Hitlers Expansionskurs abzuzeichnen begann, unterstützte er voll und ganz das Rüstungsprogramm der Regierung Roosevelt, sowie Roosevelts Außenpolitik. Roosevelt bot Knox wiederholt Kabinettsposten an, dieser lehnte jedoch zwei Angebote ab, bevor er 1940 das Marineministerium übernahm, obwohl er dafür von vielen Republikanern scharf kritisiert wurde. Er begründete dies damit, dass er zuerst Amerikaner und erst danach Republikaner sei. („I am an American first and a Republican after that.“) Er machte die Aufrüstung und Unterstützung der Alliierten nicht vor Kriegseintritt seiner Heimat zu seiner Politik, was zu offenen Rücktrittsforderungen durch Isolationisten führte.
Während seiner Amtszeit lief die gesamte operative Planung an Knox vorbei über den militärischen Stabschef Ernest J. King, während die Flottenrüstung von Knox’ Stellvertreter und späterem Nachfolger James V. Forrestal administriert wurde. Als alter Armeeoffizier galt er als schlechter Marinestratege; ihm wurde ein fehlendes tieferes Verständnis der Fragen der Seekriegsführung nachgesagt. Er zeigte aber durch Besuche an allen Seekriegsschauplätzen, so auch wenige Tage nach dem Angriff auf Pearl Harbor in Hawaii, sowie bei Verbündeten in der alten Welt, insbesondere Britannien, und potentiellen Verbündeten in den beiden Amerikas Präsenz. Knox starb Ende April 1944 an einem Herzinfarkt noch im Amt in Washington und wurde auf dem Nationalfriedhof Arlington begraben.
Oftmals wird Knox als Vater von Elyse Knox angegeben, allerdings wurde diese unter anderem Namen geboren und hat keinerlei Verbindung zu Frank.

## Ehrungen
Nach Knox wurde noch im Frühjahr 1944 die USS Frank Knox (DD-742, später DDR-742, sowie DD-742, nach 1971 als Themistoklis an Griechenland), ein Zerstörer der Gearing-Klasse, benannt. Zudem wurde das The Frank Knox Memorial Fellowship-Stipendienprogramm der Universität Harvard für Studenten aus dem Vereinigten Königreich, Neuseeland, Australien und Kanada nach ihm benannt.